# 普卢赖
普卢赖（法語：Plouray，法語發音：[pluʁɛ]）是法国莫尔比昂省的一个市镇，位于该省西北部，属于蓬蒂维区。

## 地理
普卢赖（48°8'45"N, 3°23'17"W）面积39.09 平方千米，位于法国布列塔尼大區莫尔比昂省，该省份为法国西北部沿海省份，位于布列塔尼半岛南部，北起阿摩尔滨海省、西接菲尼斯泰尔省，南濒大西洋，东南接大西洋卢瓦尔省，东临伊勒-维莱讷省。
与普卢赖接壤的市镇（或旧市镇、城区）包括：格洛梅勒、梅利奥内克、普洛埃迪特、圣蒂格迪阿勒、普里济亚克、朗戈内。
普卢赖的时区为UTC+01:00、UTC+02:00（夏令时）。

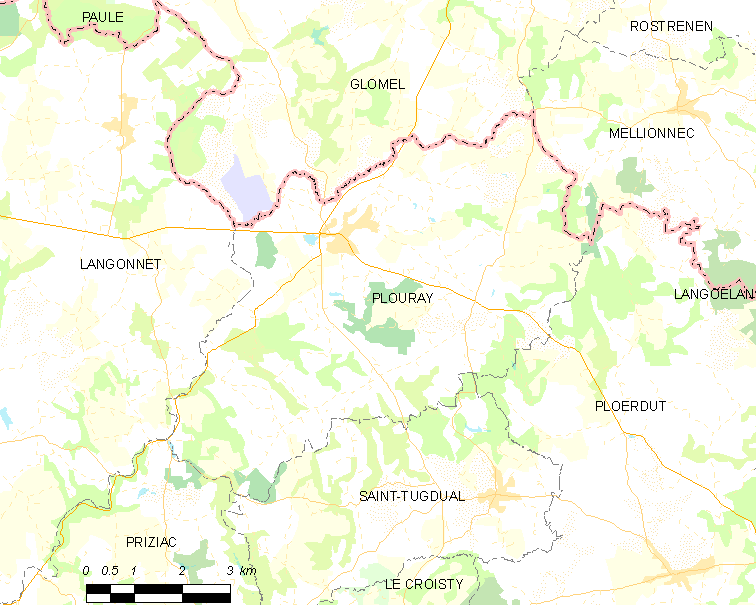
普卢赖的OSM定位图

## 行政
普卢赖的邮政编码为56770，INSEE市镇编码为56170。

## 政治
普卢赖所属的省级选区为古兰县。

## 人口

1962-2008年间普卢赖人口变化图示

普卢赖于2022年1月1日时的人口数量为1022人。